# Rolvenden Layne
Rolvenden Layne är en ort i grevskapet Kent i sydöstra England. Orten ligger i distriktet Ashford och civil parishen Rolvenden, cirka 4,5 kilometer sydväst om Tenterden. Tätorten (built-up area) hade 378 invånare vid folkräkningen år 2021.